# Довейко, Владимир Владимирович (младший)
Владимир Владимирович Довейко (младший) (род. 27 февраля 1951, Москва) — советский и российский артист цирка, акробат, режиссёр. Народный артист Российской Федерации (2000).

## Биография
Родился 27 февраля 1951 года в Москве. Родители — Владимир Владимирович и Лидия Васильевна Довейко, артисты цирка. В 1975 году Владимир окончил ГИТИС.
В 1965—1979 годах был артистом в номере отца, исполнял трюки на одной ходуле с подкидной доски. В 1980 году для коллектива «Карнавал идёт по свету» создал номер «Акробатический ансамбль „Русь“».
С 1982 года выступал как «Белый клоун» в группе В. Морозовского, в 1983—1985 годах работал «Рыжим клоуном» в дуэте с В. Масютиным и И. Робеем. В качестве режиссёра в 1987 году сформировал окончательные образы клоунского «Трио Шелковниковы», в 1988 году стал автором клоунского дуэта С. Панова и В. Новикова, в 1991 году ставил номера «Эксцентрик-трио», «Дрянные клоуны».
В 1991 году изобрёл специальный мини-трамплин для качелей («качели Довейко»), позволяющий акробатам взлетать на высоту воздушного полёта, благодаря чему появился аттракцион «Русские качели».
В 2012 году представил новый аттракцион воздушного полёта «Миллениум».

## Семья
Первая жена — Ирина Сергеевна Довейко (Булавкина) (р. 1951), артистка цирка с 1967 года.
В 2004 году женился второй раз. Супруга — Вероника Алексеевна Довейко (Русановская). 4 апреля 2005 года у них родилась дочь Полина.

## Награды и звания
- Народный артист Российской Федерации (2000)[6].
- Заслуженный артист Российской Федерации (1992).